# Celestus fowleri
Espèce
Statut de conservation UICN

 VU D2 : Vulnérable
Synonymes
- Diploglossus fowleri Schwartz, 1971

Celestus fowleri est une espèce de sauriens de la famille des Diploglossidae.

## Répartition
Cette espèce est endémique de Jamaïque.

## Étymologie
Cette espèce est nommée en l'honneur de Danny C. Fowler.

## Publication originale
- Schwartz, 1971 : A new species of bromeliad-inhabiting galliwasp (Sauria: Anguidae) from Jamaica. Breviora, no 371, p. 1-10 (texte intégral).